# 比尔南
比尔南（法語：Burnand，法語發音：[byʁnɑ̃]）是法国索恩-卢瓦尔省的一个市镇，属于索恩河畔沙隆区。

## 地理
比尔南（46°36'11"N, 4°38'17"E）面积6.52 平方千米，位于法国勃艮第-弗朗什-孔泰大區索恩-卢瓦尔省，该省份为法国中部省份，北起顺时针与科多尔省、汝拉省、安省、罗讷省、卢瓦尔省、阿列省和涅夫勒省接壤。
与比尔南接壤的市镇（或旧市镇、城区）包括：格罗讷河畔萨维尼、吉河畔圣克莱芒、圣让古勒纳雄耐尔、圣莫里斯德尚、沃昂普雷。

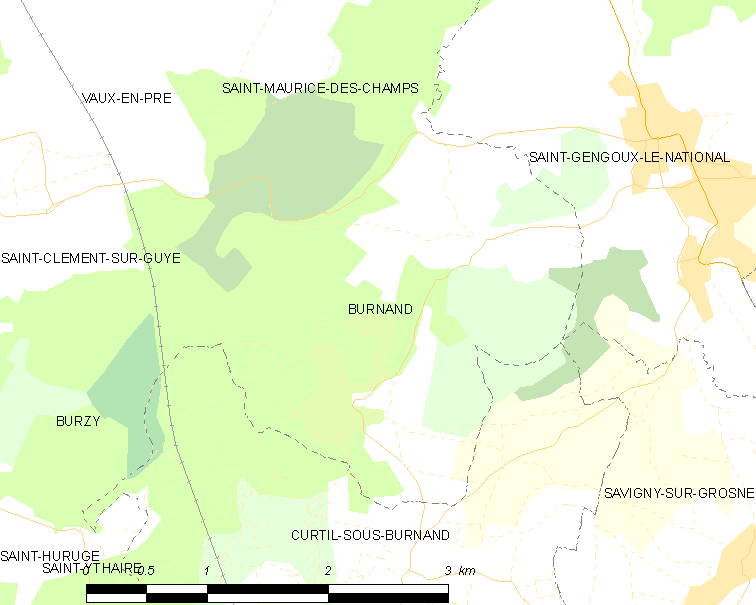
比尔南的OSM定位图

比尔南的时区为UTC+01:00、UTC+02:00（夏令时）。

## 行政
比尔南的邮政编码为71460，INSEE市镇编码为71067。

## 政治
比尔南所属的省级选区为克吕尼县。

## 人口

1962-2008年间比尔南人口变化图示

比尔南于2022年1月1日时的人口数量为122人。